# Région de Bago
Pour les articles homonymes, voir Bago.
La région de Bago (désignée le Pégou au XIXe siècle) est une division administrative de Basse-Birmanie.  Elle est bordée par la région de Magway et la région de Mandalay au Nord, l'État Karen, l'État Môn et le golfe de Martaban à l'Est, la région de Yangon au Sud et la région d'Ayeyarwady et l'État d'Arakan à l'Ouest. Elle est située entre 46°45'N et 19°20'N et 94°35'E et 97°10'E. Sa capitale est Pégou (Bago).

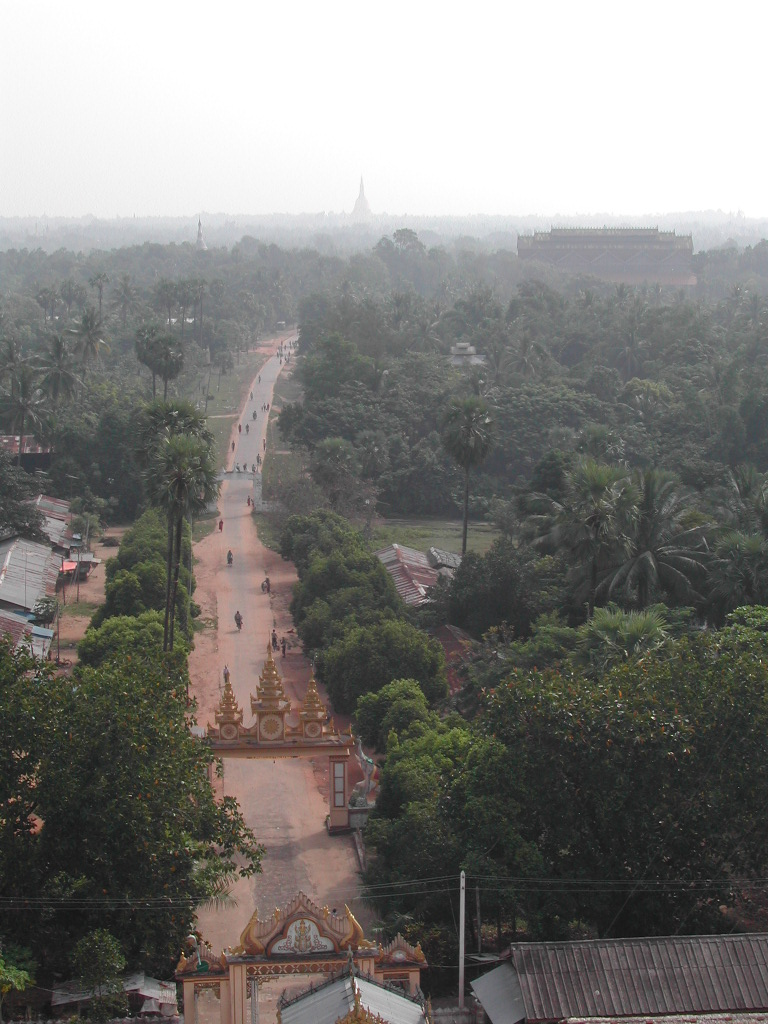
Vue de la ville de Pegu depuis la pagode Mahazedi Paya

## Démographie
La population de 5 014 000 personnes est un mélange de birmans, de Môns, de Karens, de Chins, d'Arakanais, de Shans et de Pa-O, plus quelques anglo-birmans. Le bouddhisme est la religion majoritaire. Le birman est la langue  véhiculaire.

## Organisation
Les 39 404 km2 de la région de Bago comptent quatre districts centrés sur Pégou, Prome, Thayawady et Taungû. Pégou, la capitale, est la quatrième plus grande ville de Birmanie. Taungû et Pyay (Prome) sont également des villes importantes.

## Économie
Elle dépendrait fortement du commerce des bois durs, produits dans la région de Taungû (teck en particulier). Une autre ressource naturelle est le pétrole.
La principale culture est le riz, qui occupe environ 2/3 des terres agricoles. On cultive également la noix d'arec, la canne à sucre, le maïs, les arachides, le sésame, le tournesol, les haricots, le coton, le jute, l'hévéa, le tabac, le manioc, la banane, et le palmier Nypa.
Il existe des pêcheries, des salines, des fabriques de vaisselle, de sucre, glutamate, de papier, de contreplaqué, ainsi que des distilleries. 
Les sites touristiques sont nombreux et facilement accessibles à partir de Rangoon, notamment le Kyaik Pun Paya, quatre statues de Bouddha adossées, qui remontent au XVe siècle.

## Histoire
Selon la légende, ce sont deux princesses mônes de Thaton qui auraient fondé Pégou en 573 apr. J.-C. Elles aperçurent sur une île, au milieu d'un lac, une oie femelle sur le dos d'un mâle. Confiante dans ce présage, elles fondèrent sur la berge une ville du nom d'Hanthawaddy (Pali : Hamsavati). Aujourd'hui encore, ces deux oies mythiques (hintha) se trouvent sur le sceau de la région, et une sur son drapeau.
Dès le VIIIe siècle, le royaume de Pégou fut englobé dans celui de Thaton, la ville étant mentionnée pour la première fois par le géographe arabe Ibn Khordadbeh aux alentours de 850.
Toute la région tomba sous la domination des birmans du royaume de Pagan entre 1056 et 1287.
Entre 1369 et 1539, elle fut le centre du royaume môn de Ramanadesa, qui dominait toute la Basse-Birmanie.
En 1539, le roi birman Tabinshwehti, de la dynastie Taungû, l'annexa et  fit de Pégou sa capitale. Elle la resta jusqu'en 1599 et le fut à nouveau de 1613 à 1634.
Après la révolte des Môns de 1740, le roi birman Alaungpaya détruisit la ville en 1757. Reconstruite par un de ses successeurs, le roi Bodawpaya (1782-1819), elle ne regagna jamais son importance.
Après la seconde guerre anglo-birmane (1852), les Britanniques annexèrent la région. En 1900, ils en firent une division de leur province de Basse-Birmanie. Cette division fut réduite en 1964 par séparation de celle de Rangoon, et Pégou devint sa capitale.